# X 2200
Х 2200 — французская автомотриса. Производилась французской компанией ANF в 1985—1988 году. Всего было построено 60 экземпляров. По состоянию на 12 июля 2011 в эксплуатации находится 51 изделие.
Был построен как упрощённый вариант автомотрисы X 2100.
Эксплуатируется в следующих регионах:
- TER Лимузен
- TER Пуату — Шаранта
- TER Аквитания

Ранее эксплуатировалась:
- TER Прованс — Альпы — Лазурный берег

С 1997 года на замену X 2200 начали строиться поезда типа X 72500.